# Housseras
Housseras [usʁa]  est une commune française située dans le département des Vosges, en région Grand Est.
Ses habitants sont appelés les Housserassiens.

## Géographie

### Localisation

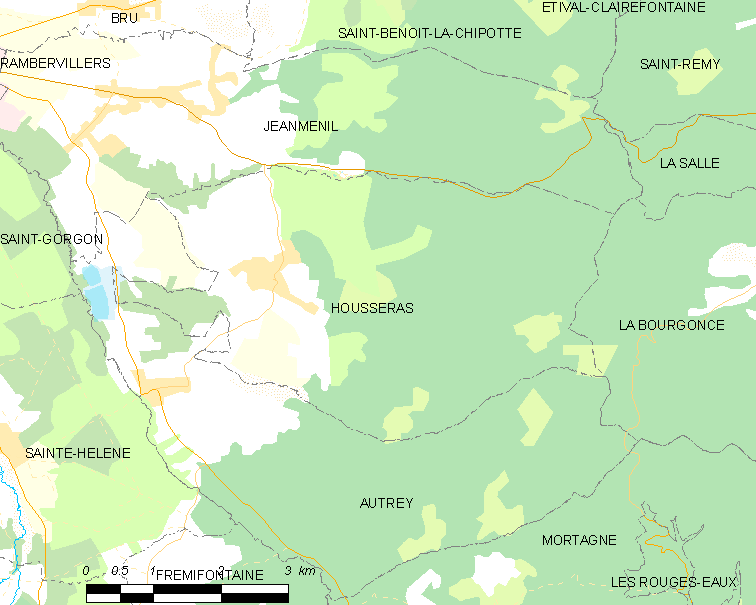
Situation géographique d'Housseras.

|        | Jeanménil |              |
| Autrey | Housseras | La Bourgonce |
| Autrey | Autrey    |              |

### Géologie et relief
La commune se compose de 64,11 hectares de territoires artificialisés (3,27 %), 383,49 hectares de territoires agricoles (19,572 %) et 1 508,78 hectares de forêts et milieux semi-naturels (76,98 %) et 3,93 hectares de surfaces en eau (0,20 %).
Espaces naturels :
- Un espace protégé hors Natura 2000 : Réserve biologique dirigée Rambervillers[3],
- Un espace protégé Natura 2000 : Massif vosgien[4],
- Une zone naturelle d'intérêt écologique,
faunistique et floristique (Znieff)[5].

### Hydrographie et les eaux souterraines
Hydrogéologie et climatologie : Système d’information pour la gestion des eaux souterraines du bassin Rhin-Meuse  :
Territoire communal : Occupation du sol (Corinne Land Cover); Cours d'eau (BD Carthage),
Géologie : Carte géologique; Coupes géologiques et techniques,
 Hydrogéologie : Masses d'eau souterraine; BD Lisa; Cartes piézométriques.
La commune est située dans le bassin versant du Rhin au sein du bassin Rhin-Meuse. Elle est drainée par le ruisseau de la Colline des Eaux, le ruisseau de St-Florent et le ruisseau d'Housseras,.
Le ruisseau de la Colline des Eaux, d'une longueur totale de 10,8 km, prend sa source dans la commune de Jeanménil et se jette dans la Mortagne à Rambervillers, après avoir traversé quatre communes.

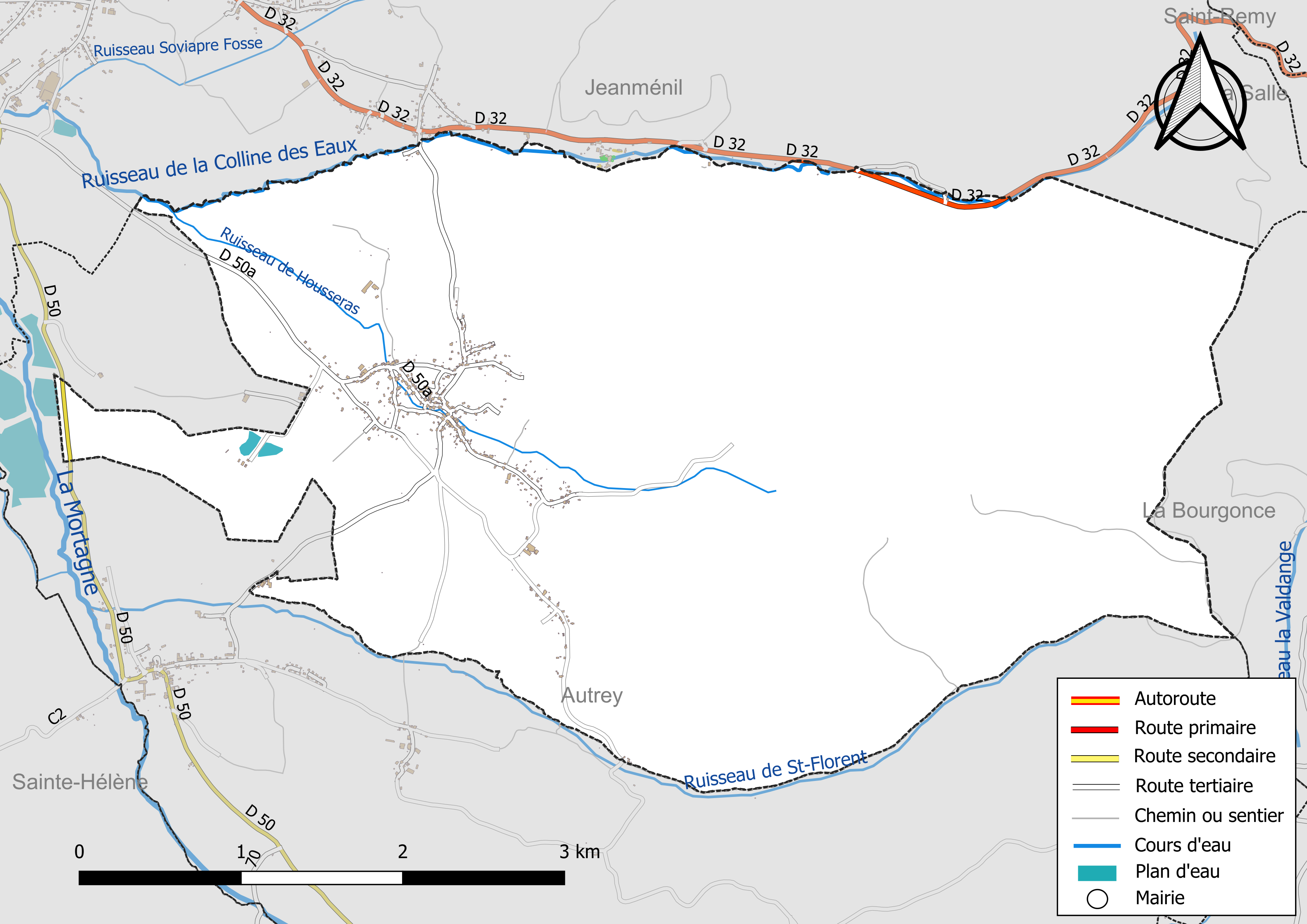
Réseaux hydrographique et routier d'Housseras.

La qualité des eaux de baignade et des cours d’eau peut être consultée sur un site dédié géré par les agences de l’eau et l’Agence française pour la biodiversité.

### Climat
Pour des articles plus généraux, voir Climat du Grand Est et Climat des Vosges.
En 2010, le climat de la commune est de type climat de montagne, selon une étude du Centre national de la recherche scientifique s'appuyant sur une série de données couvrant la période 1971-2000. En 2020, Météo-France publie une typologie des climats de la France métropolitaine dans laquelle la commune est exposée à un climat semi-continental et est dans la région climatique  Vosges, caractérisée par une pluviométrie très élevée (1 500 à 2 000 mm/an) en toutes saisons et un hiver rude (moins de 1 °C). 
Pour la période 1971-2000, la température annuelle moyenne est de 9,6 °C, avec une amplitude thermique annuelle de 16,9 °C. Le cumul annuel moyen de précipitations est de 1 162 mm, avec 13,7 jours de précipitations en janvier et 10,8 jours en juillet. Pour la période 1991-2020, la température moyenne annuelle observée sur la station météorologique de Météo-France la plus proche, « Roville », sur la commune de Roville-aux-Chênes à 12 km à vol d'oiseau, est de 10,3 °C et le cumul annuel moyen de précipitations est de 833,3 mm. 
La température maximale relevée sur cette station est de 40 °C, atteinte le 25 juillet 2019 ; la température minimale est de −24,5 °C, atteinte le 2 janvier 1971,,. 
Les paramètres climatiques de la commune ont été estimés pour le milieu du siècle (2041-2070) selon différents scénarios d'émission de gaz à effet de serre à partir des nouvelles projections climatiques de référence DRIAS-2020. Ils sont consultables sur un site dédié publié par Météo-France en novembre 2022.

## Urbanisme

### Typologie
Au 1er janvier 2024, Housseras est catégorisée commune rurale à habitat dispersé, selon la nouvelle grille communale de densité à sept niveaux définie par l'Insee en 2022.
Elle est située hors unité urbaine. Par ailleurs la commune fait partie de l'aire d'attraction de Rambervillers, dont elle est une commune de la couronne,. Cette aire, qui regroupe 15 communes, est catégorisée dans les aires de moins de 50 000 habitants,.

### Occupation des sols
L'occupation des sols de la commune, telle qu'elle ressort de la base de données européenne d’occupation biophysique des sols Corine Land Cover (CLC), est marquée par l'importance des forêts et milieux semi-naturels (76,9 % en 2018), une proportion sensiblement équivalente à celle de 1990 (77,4 %). La répartition détaillée en 2018 est la suivante : 
forêts (76,9 %), prairies (12,7 %), terres arables (5,1 %), zones urbanisées (3,2 %), zones agricoles hétérogènes (1,9 %), eaux continentales (0,2 %). L'évolution de l’occupation des sols de la commune et de ses infrastructures peut être observée sur les différentes représentations cartographiques du territoire : la carte de Cassini (XVIIIe siècle), la carte d'état-major (1820-1866) et les cartes ou photos aériennes de l'IGN pour la période actuelle (1950 à aujourd'hui).

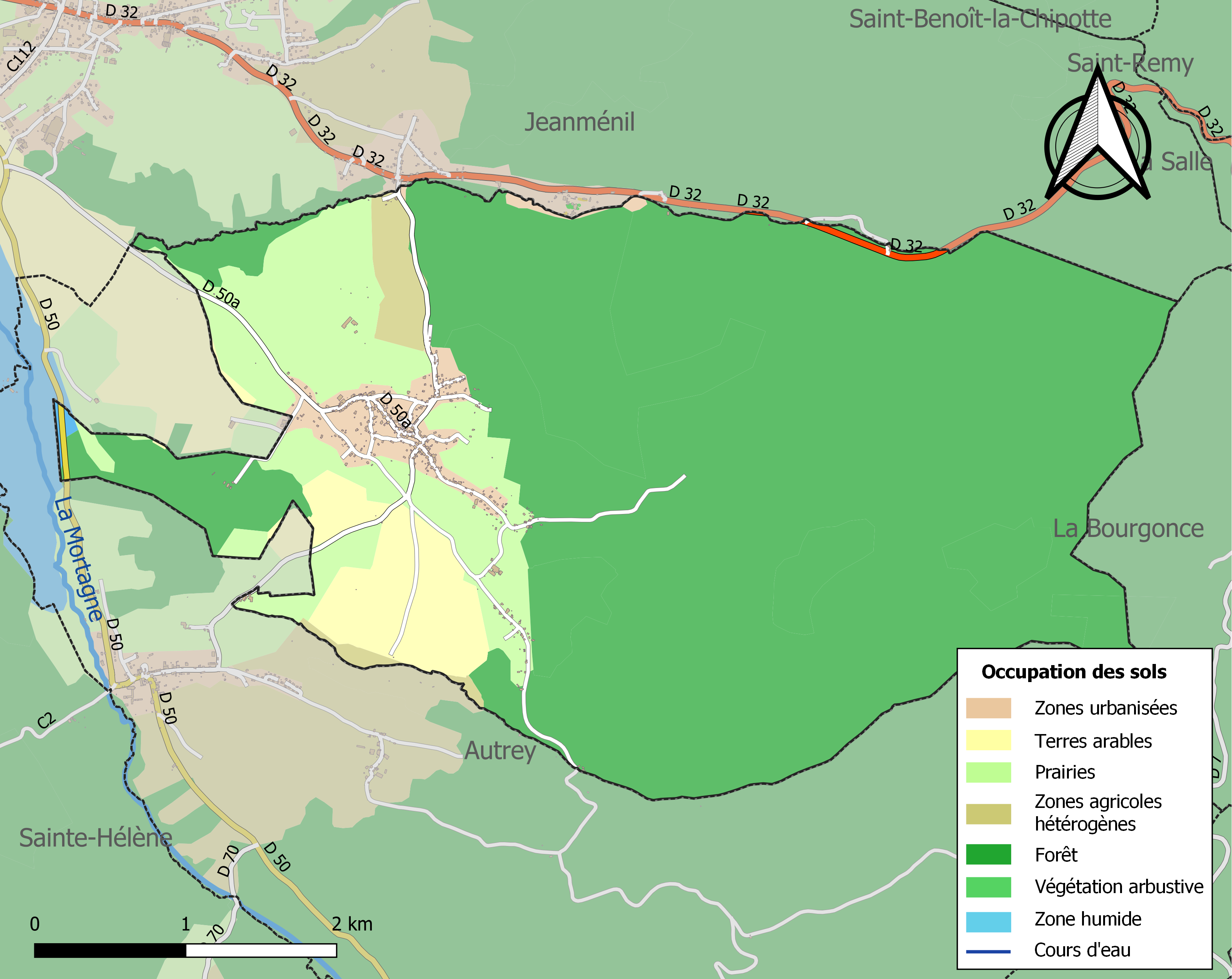
Carte des infrastructures et de l'occupation des sols de la commune en 2018 (CLC).

## Toponymie
Le nom de la localité est attesté sous les formes Housseray (1396) ; Hosseroy (1421) ; Housserais (1433) ; Hausseras (1656) ; Housseras (1751) ; Houssera (1768).

Le toponyme Housseau serait issu du germanique hulis, croisement de l,oïl houssoi « houx » et l,oïl houssière, avec attraction du suffixe augmentatif -as, désignant un endroit planté de houx, le nom désigne un « lieu où pousse le houx »,.

## Histoire
Le site de hauteur de la Corre est un site archéologique qui fait partie d'un ensemble de sites fortifiés dans le bassin déodatien.
Housseras, Houssera, faisait partie de la châtellenie de Rambervillers, qui appartenait aux évêques de Metz. Cette châtellenie comprenait cinq communes dont Rambervillers faisait partie. Cette dernière renfermait les villages de Jeanménil, Housseras, Saint-Benoît et Autrey. 
En 1751, la commune dépendait du bailliage et maîtrise de Lunéville, et en 1790, du district et canton de Rambervillers.
Le 25 octobre 1944, depuis Autrey, les Américains ont lancé une offensive sur Housseras,.

## Politique et administration
| Période                                  | Période                       | Identité                | Étiquette | Qualité                       |
| ---------------------------------------- | ----------------------------- | ----------------------- | --------- | ----------------------------- |
| Les données manquantes sont à compléter. |                               |                         |           |                               |
|                                          |                               | René George (1912-1995) |           |                               |
|                                          | mars 1989                     | Pierre Hung (1921-2008) |           |                               |
| mars 1989                                | mars 2020                     | Stanislas Hung          |           | Retraité de la Poste          |
| mars 2020                                | En cours (au 15 janvier 2022) | Jean-Christophe Tihay   |           | Cadre de la fonction publique |

### Budget et fiscalité 2023

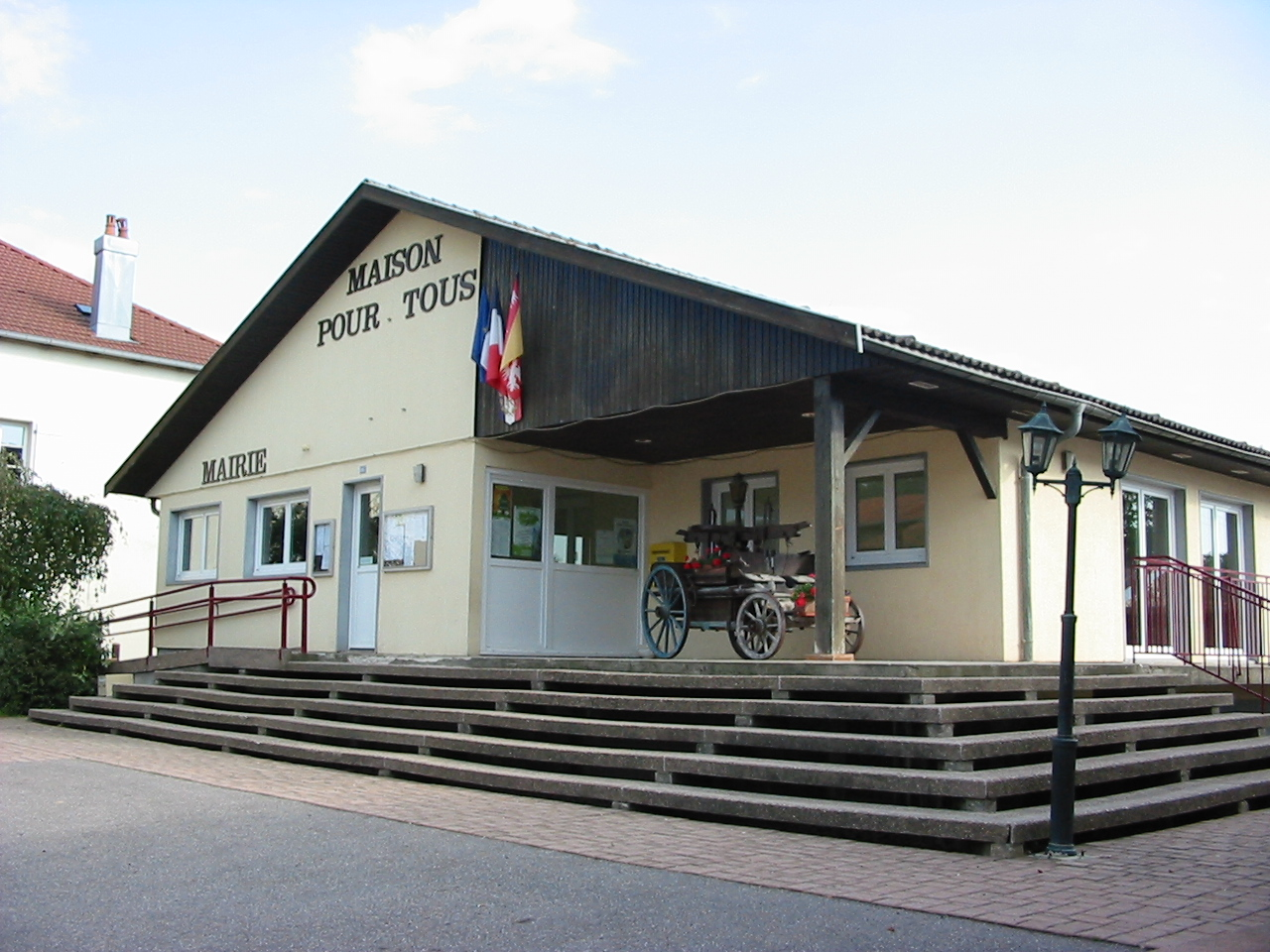
Mairie - Maison pour tous.

En 2023, le budget de la commune était constitué
ainsi :
- total des produits de fonctionnement : 314 000 €, soit 631 € par habitant ;
- total des charges de fonctionnement : 261 000 €, soit 524 € par habitant ;
- total des ressources d'investissement : 235 000 €, soit 471 € par habitant ;
- total des emplois d'investissement : 237 000 €, soit 475 € par habitant ;
- endettement : 196 000 €, soit 334 € par habitant.

Avec les taux de fiscalité suivants :* taxe d'habitation : 16,35 % ;
- taxe foncière sur les propriétés bâties : 35,69 % ;
- taxe foncière sur les propriétés non bâties : 27,64 % ;
- taxe additionnelle à la taxe foncière sur les propriétés non bâties : 0,00 % ;
- cotisation foncière des entreprises : 0,00 %.

Chiffres clés Revenus et pauvreté des ménages en 2021 : médiane en 2021 du revenu disponible, par unité de consommation : 24 430 €.

## Population et société

### Démographie

#### Évolution démographique
L'évolution du nombre d'habitants est connue à travers les recensements de la population effectués dans la commune depuis 1793. Pour les communes de moins de 10 000 habitants, une enquête de recensement portant sur toute la population est réalisée tous les cinq ans, les populations de référence des années intermédiaires étant quant à elles estimées par interpolation ou extrapolation. Pour la commune, le premier recensement exhaustif entrant dans le cadre du nouveau dispositif a été réalisé en 2006.

En 2022, la commune comptait 489 habitants, en évolution de −1,01 % par rapport à 2016 (Vosges : −2,96 %, France hors Mayotte : +2,11 %).
| 1793 | 1800 | 1806 | 1821 | 1831 | 1836 | 1841 | 1846 | 1856 |
| ---- | ---- | ---- | ---- | ---- | ---- | ---- | ---- | ---- |
| 581  | 707  | 771  | 797  | 894  | 884  | 894  | 896  | 804  |

| 1861 | 1866 | 1876 | 1881 | 1886 | 1891 | 1896 | 1901 | 1906 |
| ---- | ---- | ---- | ---- | ---- | ---- | ---- | ---- | ---- |
| 780  | 804  | 868  | 775  | 708  | 706  | 728  | 684  | 687  |

| 1911 | 1921 | 1926 | 1931 | 1936 | 1946 | 1954 | 1962 | 1968 |
| ---- | ---- | ---- | ---- | ---- | ---- | ---- | ---- | ---- |
| 623  | 533  | 525  | 500  | 452  | 418  | 409  | 434  | 416  |

| 1975 | 1982 | 1990 | 1999 | 2006 | 2011 | 2016 | 2021 | 2022 |
| ---- | ---- | ---- | ---- | ---- | ---- | ---- | ---- | ---- |
| 394  | 423  | 411  | 456  | 466  | 496  | 494  | 488  | 489  |

### Enseignement
Établissements d'enseignements :
- Écoles maternelles et primaires à Jeanménil, Fremifontaine, Brû, Sainte-Hélène, La Bourgonce,  Saint-Benoît-la-Chipotte.
- Collèges à Rambervillers, Bruyères, Raon-l'Étape.
- Lycées à Bruyères, Raon-l'Étape, Roville-aux-Chênes.

### Santé
Professionnels et établissements de santé : 
- Médecins à Rambervillers, Brouvelieures, Grandvillers, Bruyères, Étival-Clairefontaine, Raon-l'Étape.
- Pharmacies à Rambervillers, Bruyères, Étival-Clairefontaine, Raon-l'Étape, Saint-Michel-sur-Meurthe, Baccarat.
- Hôpitaux à Rambervillers, Bruyères, Raon-l'Étape, Baccarat, Thaon-les-Vosges.

### Cultes
- Culte catholique, Paroisse Saint-Hubert-du-Ban-de-Jeanménil[35], Diocèse de Saint-Dié.

## Économie

### Entreprises et commerces

#### Commerces
- Commerces et services de proximité[36].

## Culture locale et patrimoine

### Lieux et monuments

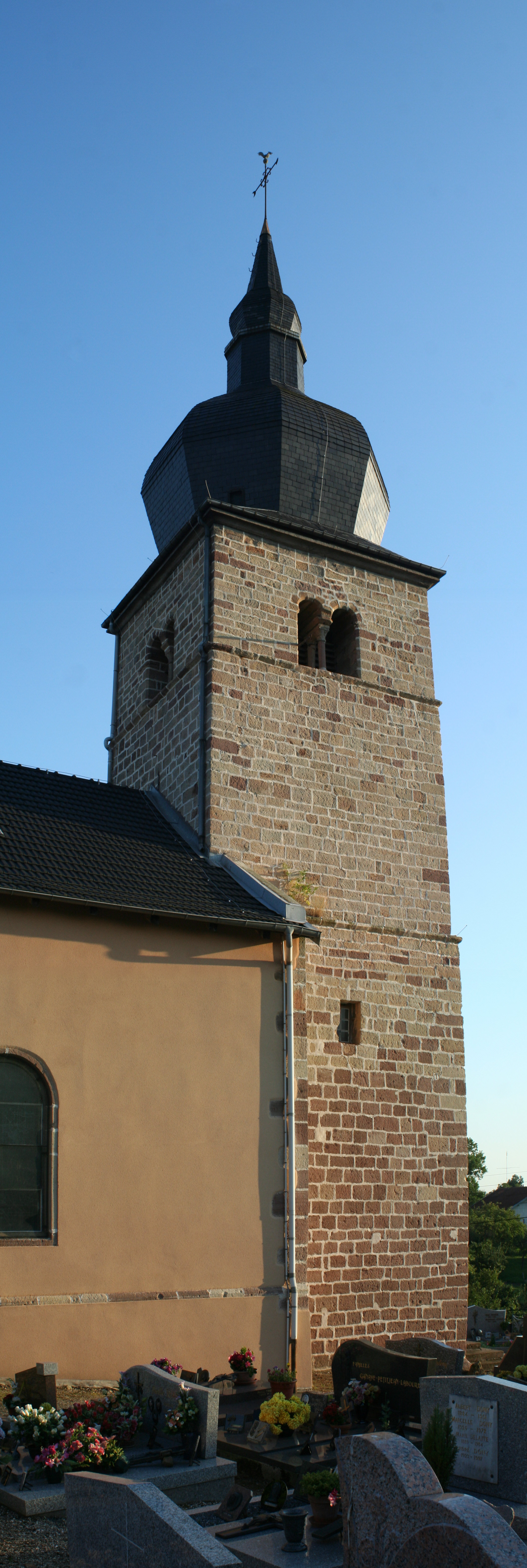
Clocher à bulbe de l'église Saint-Pient.
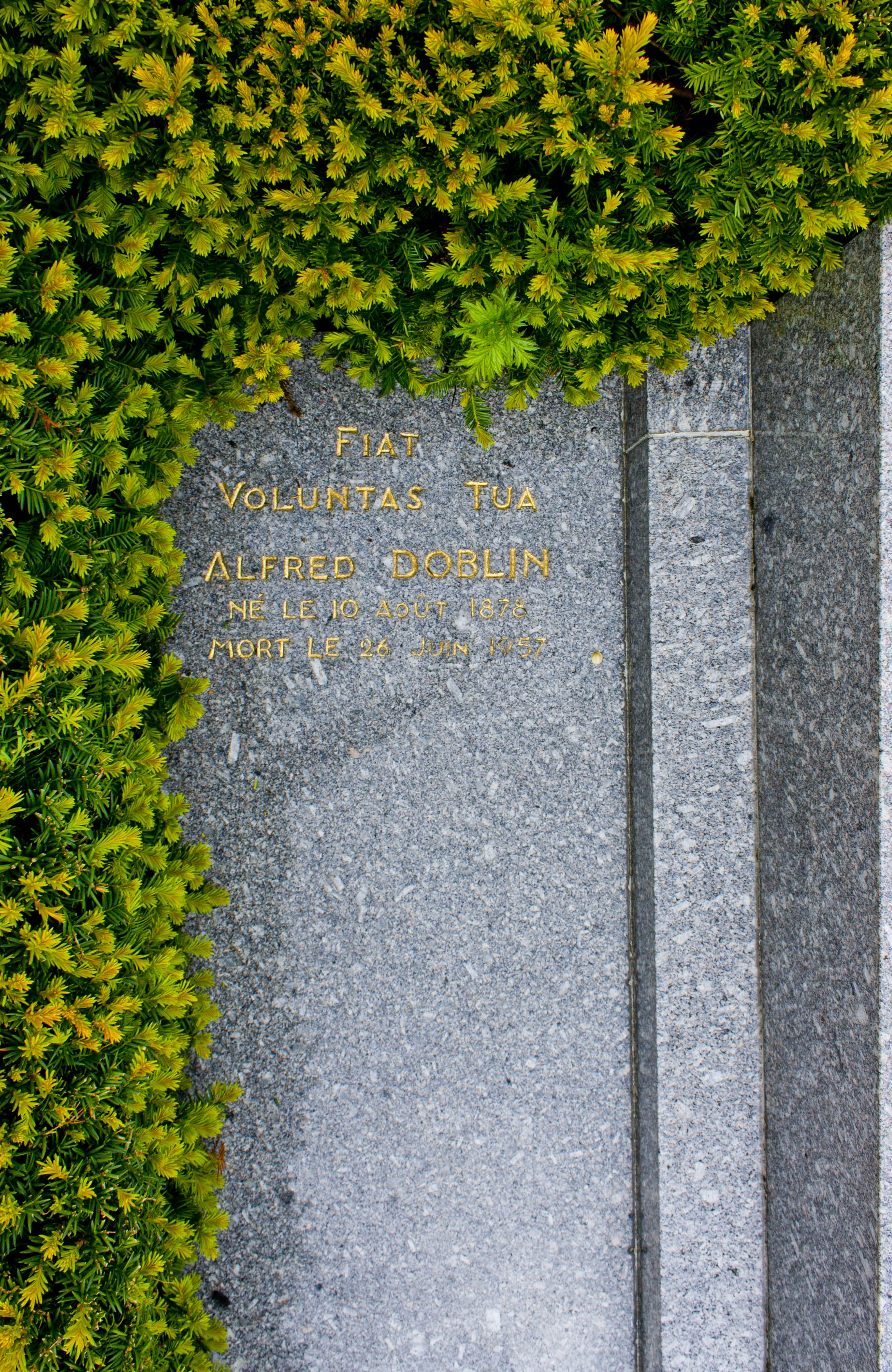
Tombe d'Alfred Döblin.
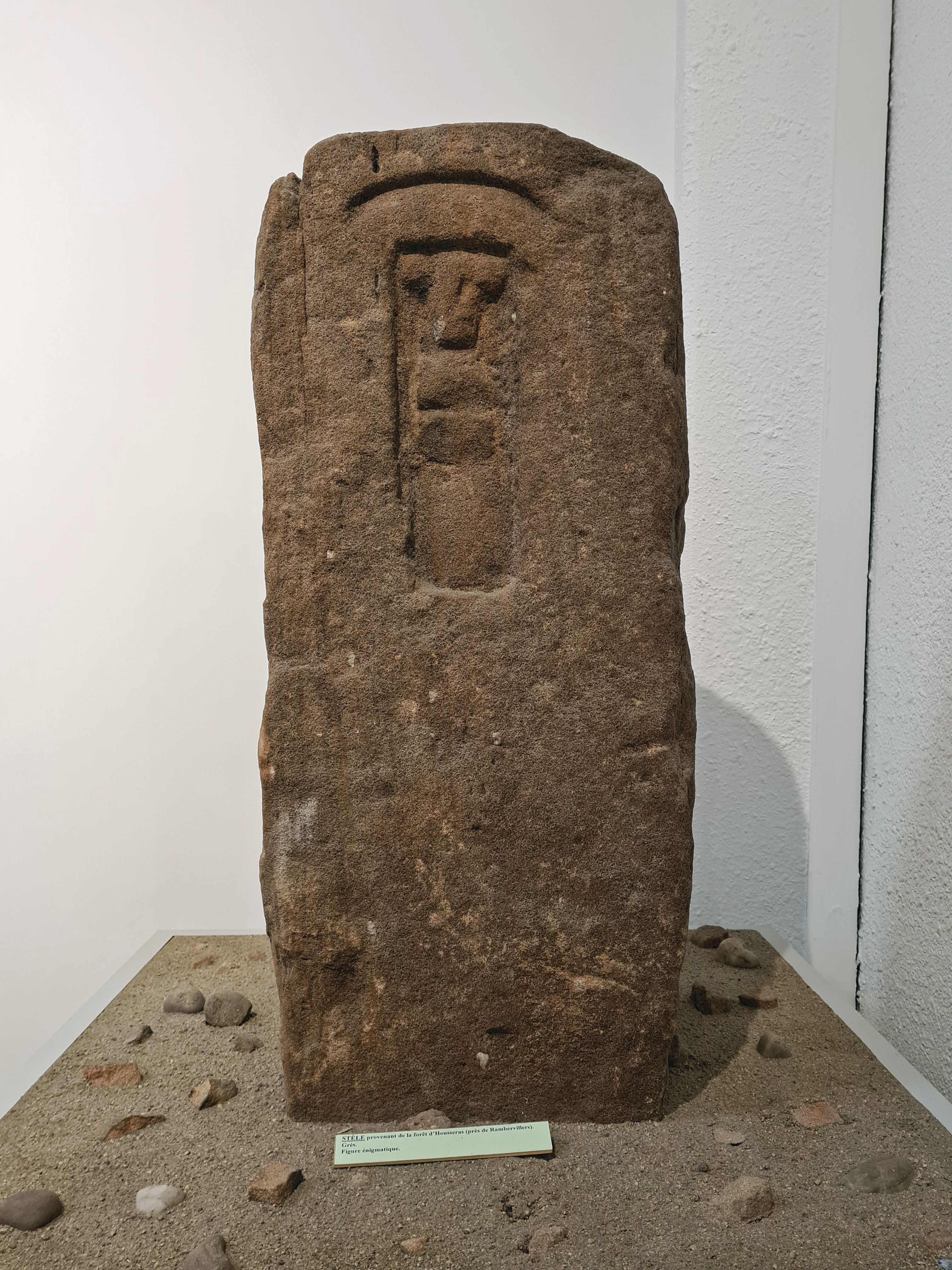
Stèle provenant de la forêt d'Housseras.
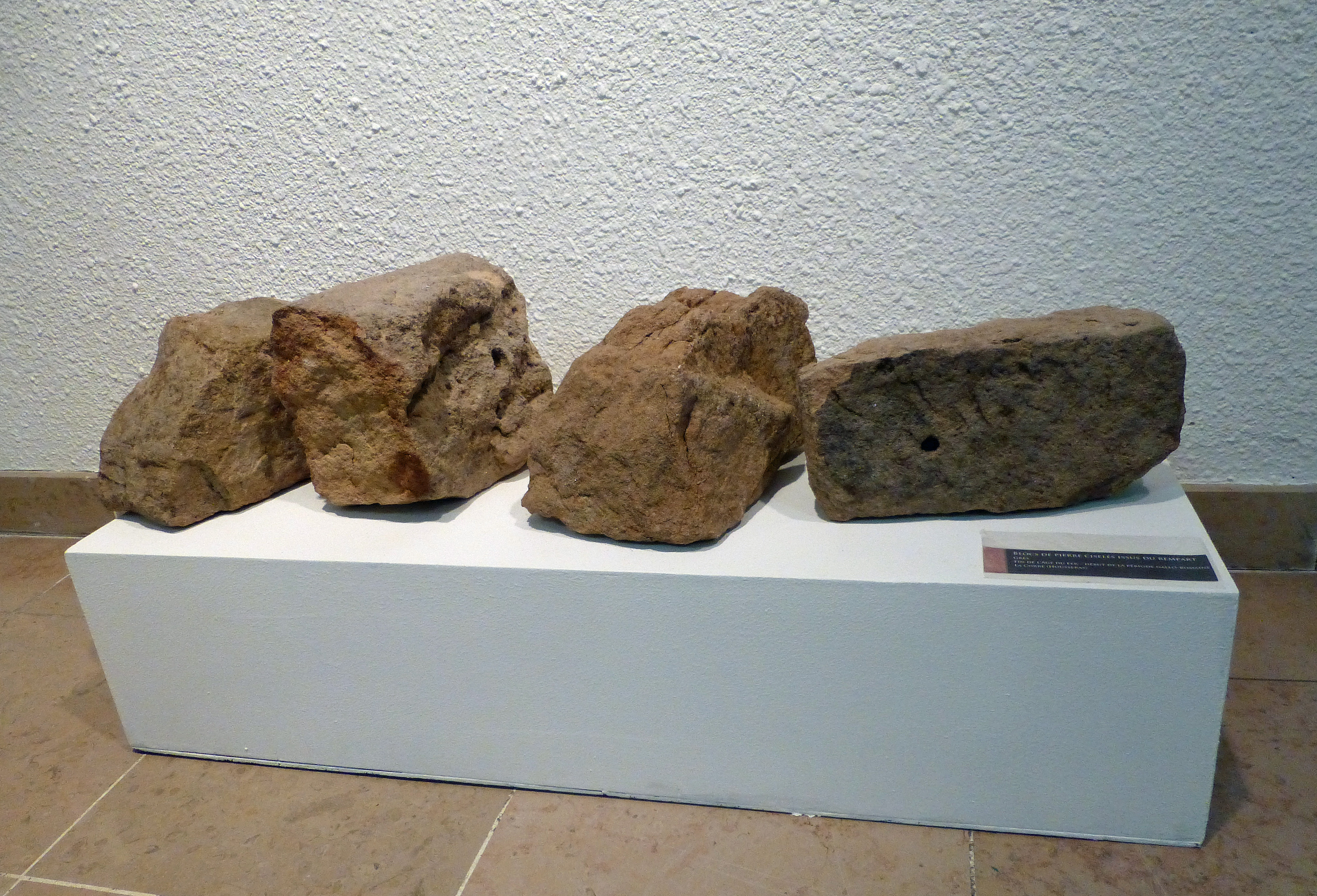
Blocs de pierre ciselés issus du rempart.

- Église Saint-Pient, XIXe siècle[37].

Patrimoine mobilier :
* 2 statues Anges.
* Clôture de chœur (grille de communion).
* Statue Christ.
* Statue : Vierge à l'Enfant.
* Chemin de croix.

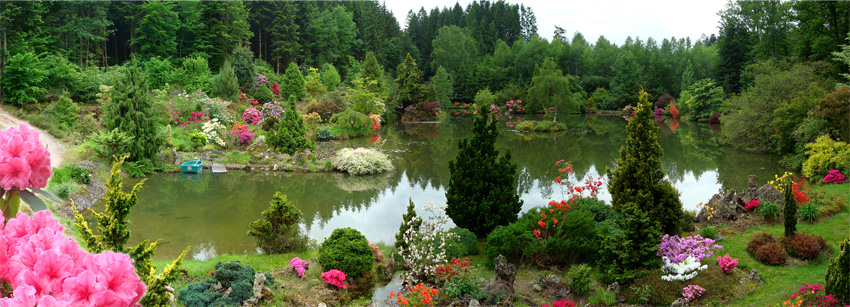
Jardin botanique de Gondremer

- Jardin botanique de Gondremer[44], Jardin remarquable
- Monument aux morts[45],[46].

### Personnalités liées à la commune
- Le mathématicien naturalisé français Wolfgang Döblin (1915-1940) s'est suicidé à Housseras le 21 juin 1940 alors que les troupes françaises étaient encerclées par les Allemands.
- Alfred Döblin (1878-1957), écrivain allemand naturalisé français, père de Wolfgang, est enterré au cimetière de la commune avec sa famille[37].
- Médaillés de Sainte-Hélène[47].

### Héraldique, logotype et devise
Commune sans blason.

## Pour approfondir